# Przemysław Warmiński

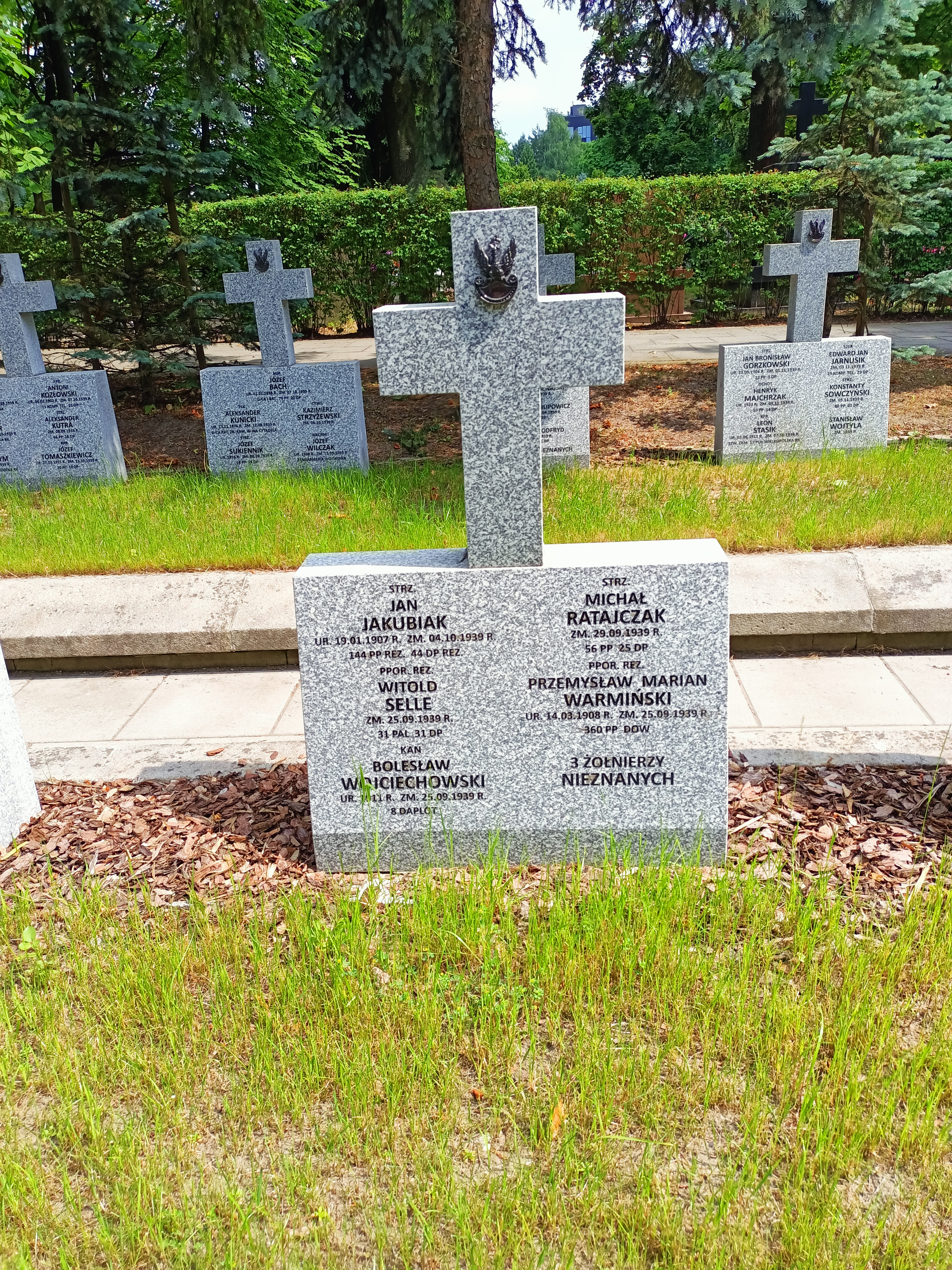
Grób Przemysława Warmińskiego na Cmentarzu Wojskowym na Powązkach

Przemysław Maria Longinus Warmiński (ur. 14 marca 1908 w Bydgoszczy, zm. 26 września 1939 w Warszawie) – polski tenisista i hokeista, jeden z ideologów ONR-ABC. 

## Życiorys
Był synem Emila Józefa (1881–1909), lekarza i polskiego działacza narodowego w Bydgoszczy, oraz Haliny z Mayów (1883–1973). Matka była działaczką Towarzystwa Gimnastycznego „Sokół” oraz Narodowej Organizacji Kobiet. Wujem był Cyryl Ratajski. Miał siostrę Sławutę zamężną Zoll oraz rodzeństwo przyrodnie (ojczymem był Andrzej Rozmiarek): Jadwigę (była kurierem organizacji „Ojczyzna”) oraz Andrzeja.

### Wykształcenie, działalność społeczna i zawodowa
Uczęszczał do Gimnazjum św. Marii Magdaleny w Poznaniu. W tej ośmioklasowej placówce uczył się języka łacińskiego przez cały okres nauki, zaś greki od czwartej klasy. Po ukończeniu szkoły w maju 1926 podjął studia na Wydziale Prawno-Ekonomicznym Uniwersytetu Poznańskiego. Tutaj w marcu 1927 stał się członkiem Bratniej Pomocy. Początkowo działał w Korporacji Akademickiej „Helionia”, ale po kilku miesiącach dołączył do KA „Baltia”. Jako członek Sądu Koleżeńskiego był aktywny w Kole Ekonomistów i Prawników.
Dyplom magistra prawa uzyskał 8 lipca 1931. Następnie służył 15 miesięcy w Batalion Podchorążych Rezerwy Piechoty Nr 7A w Jarocinie, uzyskując stopień podporucznika rezerwy piechoty Wojska Polskiego (ze starszeństwem 1 stycznia 1934). Później podjął pracę w Zachodnio-Polskim Towarzystwie Kredytowym i zaczął praktykę adwokacką u Leonarda Wlazły (kontynuował ją u Jana Kulerskiego w Toruniu). Od lutego 1939 był na liście aplikantów adwokackich w Poznaniu.

### Aktywność sportowa
W 1924, jeszcze jako uczeń gimnazjum, stał się członkiem OŚ AZS Poznań w sekcji tenisowej. W 1926 zajął jako tenisista III miejsce w singlu w czasie mistrzostw polski we Lwowie (w półfinale przegrał ze Stanisławem Czetwertyńskim, który wygrał turniej). Pod koniec 1927 na mocy decyzji Polskiego Związku Lawn Tenisowego miał reprezentować Polskę w zawodach o Puchar Davisa. Był wielokrotnym mistrzem Poznania i Wielkopolski w tenisie ziemnym, a także akademickim mistrzem Polski.  Zdobył dwa tytuły mistrza Polski (1932 w deblu z Ignacym Tłoczyńskim, 1930 w mikście z Jadwigą Jędrzejowską). Był wicemistrzem Polski w grze pojedynczej w 1929 oraz w deblu w 1929 i 1930. Wystąpił czterokrotnie w meczach Pucharu Davisa (w latach 1928–1932), ale wszystkie pojedynki przegrał (dwa single z Duńczykami i dwukrotnie debel z Brytyjczykami, partnerując Ignacemu Tłoczyńskiemu i Józefowi Hebdzie). 
Również w barwach AZS Poznań rozwijał sekcję hokeja na lodzie. Zainicjował powstanie Okręgowej Komisji Międzyklubowej Hokeja na Lodzie (16 grudnia 1928). Był także pionierem, jeśli chodzi o sędziowanie w tej dyscyplinie. Uczestniczył w ligowych rozgrywkach hokejowych, zdobywając mistrzostwo Polski w 1934. W 1931 i 1933 zajął z drużyną trzecie miejsce. W 1938 objął funkcję trenera reprezentacji narodowej w hokeju.

### Działalność polityczna
W maju 1927 przystąpił do Związku Akademickiego Młodzież Wszechpolska. Należał także do akademickiej sekcji Obozu Wielkiej Polski. W grudniu 1928 brał udział w IV Kongresie Młodzieży Wszechpolskiej. Pod koniec marca 1930 został kierownikiem grupy akademickiej OWP, zaś 10 listopada tego roku stanął na czele poznańskiej MW jako jej prezes. W kolejnym miesiącu uczestniczył w zjeździe Rady Naczelnej MW, który odbył się w Lublinie. W 1932 stał na czele tajnej organizacji „Zet” kierującej narodowcami uczelni poznańskich. Po rozwiązaniu OWP przystąpił do Obozu Narodowo-Radykalnego. Po delegalizacji ONR kontynuował działalność. Wydrukował ulotkę, w której zarzucał członkom rządu żydowskie pochodzenie. Został inspektorem kolejnej nielegalnej struktury o nazwie Obóz Narodowej Rewolucji. Grupa wydawała legalny dwutygodnik „Jutro” oraz konspiracyjne pismo „Bojowiec”. Działalność przerwały aresztowania i proces, który miał miejsce jesienią 1935. Warmińskiego skazano na 8 lat więzienia w zawieszeniu na 5, jednak już na początku 1936 Sąd Apelacyjny umorzył postępowanie.

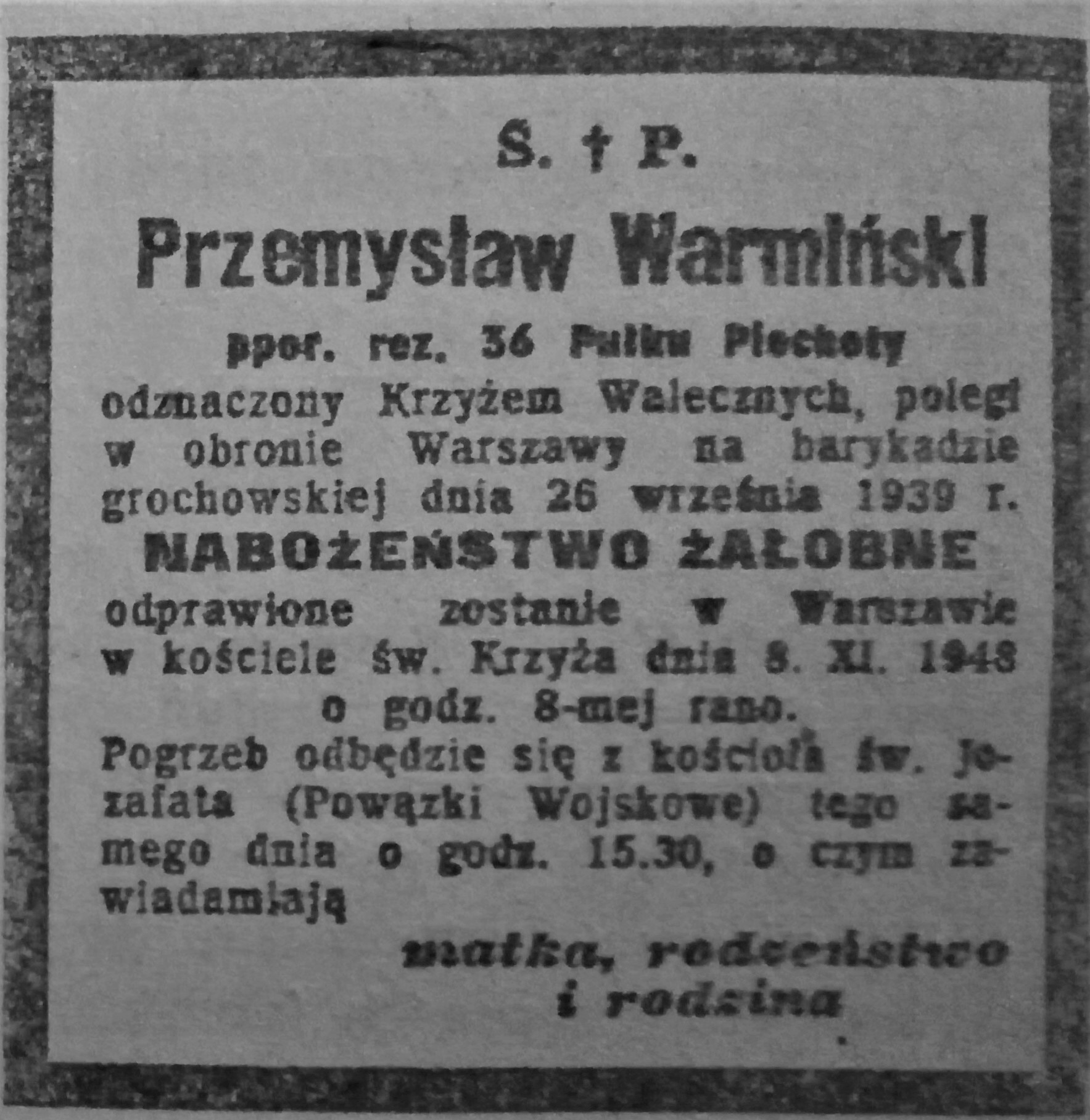
Informacja o nabożeństwie za P. Warmińskiego w 1948 (Tygodnik Powszechny)

Po zakończeniu kariery sportowej został cenionym dziennikarzem. Pisał, między innymi, teksty o zdobyczach politycznych Niemiec i o sytuacji w Niemczech – a wszystko to w latach 1938–1939. Pomimo działania w ONR ostrzegał głośno przed niebezpieczeństwem grożącym ze strony Niemiec hitlerowskich, co było, jak na ten okres, nietypowe.
Publikował w następujących tytułach: „Szczerbiec”, „ABC-Nowiny Codzienne”, „Życie Korporacyjne”, „Podbipięta”, „Nowy Ład”, „Kurier Poznański”, „Kurier Warszawski”, „Polonia”. Od 1938 do 1939 był korespondentem „Kuriera Warszawskiego” w Berlinie. Był jednym z czołowych ideologów ONR-ABC.
Zmobilizowany 4 września 1939 jako podporucznik, zginął w obronie Warszawy. Organizował patrole rozpoznawcze. W trakcie takiego wypadu pojmał 17 Niemców z podpułkownikiem i dwoma oficerami. Wnioskowano dla niego o Krzyż Walecznych. Został ciężko ranny 26 września i zmarł tego samego dnia (rany szyi, piersi i nogi). Spoczął 30 września w grobowcu „Kuriera Warszawskiego”. Ciało ekshumowano 8 września 1948. Pochowany na cmentarzu Wojskowym na Powązkach w Warszawie (kwatera C25-3-19).

## Ordery i odznaczenia
- Krzyż Walcznych
- Brązowy Krzyż Zasługi (19 marca 1931)[15]